# KinKi Kids CONCERT 20.2.21 -Everything happens for a reason-
『KinKi Kids CONCERT 20.2.21 -Everything happens for a reason-』は、KinKi Kidsの23作目の映像作品、及び20作目のライブビデオ。2018年7月25日にジャニーズ・エンタテイメントから発売。

## 概要
2017年末に行われたコンサートツアーは、剛が同年6月に突発性難聴を発症したため、体調を考慮しながらも「今のKinKi Kidsとして表現できる最高のステージ」「20年を経てKinKi Kidsの音楽を表現する新たな試み」というコンセプトのもと大規模なオーケストラとコラボレーションする構成で行われた。そのうちの2017年12月17日に開催された通算20回目の東京ドーム公演の模様を収録。
サブタイトル「Everything happens for a reason」は光一が考案したものであり、「起こることにはすべて意味がある」という意味。また、「20.2.21」には“20 to 21”の“to”をふたりの“2”とかけ、「20年と21年の間にKinKi Kidsのふたりがいる」という意味が込められている。

## 仕様・特典
先着購入特典
- ミニポスター（B3サイズ/全仕様共通絵柄[9]）

初回限定盤
- DVD盤、Blu-ray盤共に3枚組（映像ディスク2枚+ライブCD1枚）
- 三方背ケース入り
- 44Pブックレット封入
- 「LIVE CD -Grand Orchestra Mix-」収録 (OVERTURE、INTER含む全13曲)

通常盤
- DVD盤、Blu-ray盤共に2枚組（映像ディスク2枚）
- ポストカード4枚封入
- 特典映像として、1月1日の大阪公演でのみ披露した「Happy Happy Greeting」と、光一の誕生日の模様を収録

## 収録内容

### Disc1
1. OVERTURE
2. Anniversary
3. スワンソング
4. 青の時代
5. (MC)
6. Topaz Love
7. 愛のかたまり
8. INTER 1
9. Time
10. Harmony of December
11. (MC)
12. もう君以外愛せない
13. (MC)
14. 暁 - 堂本光一
15. SHOCK! - 堂本光一
16. 愛の十字架〜Promise 2U〜 - 堂本光一

### Disc2
1. PINK - 堂本剛
2. これだけの日を跨いで来たのだから - 堂本剛
3. INTER 2
4. 硝子の少年
5. ボクの背中には羽根がある
6. 愛されるより 愛したい
7. DESTINY
8. Secret Code
9. Family 〜ひとつになること

〈ENCORE〉
1. 全部だきしめて
2. Next to you
3. 薄荷キャンディー
4. Anniversary CHASER

〈SPECIAL REEL〉※通常盤のみ収録
1. Happy Happy Greeting & Happy Birthday at KYOCERA DOME OSAKA

### Disc3

#### LIVE CD -Grand Orchestra Mix-
※初回限定盤のみ付属。LIVE音源からセレクトした全13曲をCD用にMIXし直したものが収録されている。
1. OVERTURE
2. Anniversary
3. スワンソング
4. 青の時代
5. 愛のかたまり
6. INTER 1
7. Time
8. Harmony of December
9. INTER 2
10. 硝子の少年
11. ボクの背中には羽根がある
12. Family 〜ひとつになること
13. 薄荷キャンディー